# كأس العرش المغربي 1956-1957
كأس العرش المغربي 1956-1957 هو النسخة الأولى من كأس العرش بعد استقلال المغرب.
أُقيمت المباراة النهائية في ملعب مارسيل سيردان (مركب محمد الخامس) بالدار البيضاء، وفاز نادي مولودية وجدة بالكأس على حساب الوداد الرياضي بعد تعادلهما (1-1)، حيث كان القانون القديم للفيفا آنذاك يُقرّر أنه في حالة التعادل، فإن أول من يسجل هو الذي يفوز.

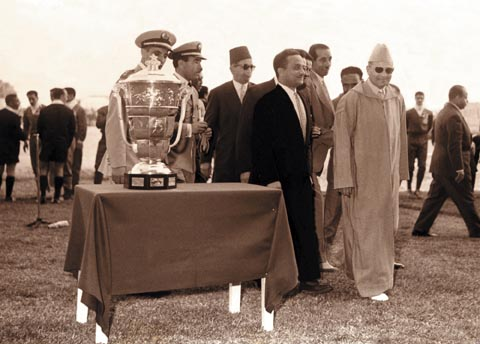
الملك محمد الخامس ومحمد بنجلون التويميأثناء استعدادهما لتسليم الكأس.

جرت المباراة النهائية بين المتأهلين عن نصف النهائي، مولودية وجدة والوداد الرياضي، يوم 16 نوفمبر 1957 على ملعب مارسيل سيردان بالدار البيضاء، بحضور 30 ألف متفرج. افتتح مولودية وجدة التسجيل عن طريق فرانسيس بريزات في الدقيقة 42، وأدرك الوداد التعادل في الشوط الثاني من ركلة جزاء للاعب الفرنسي باتريس ماييت ‏ في الدقيقة 60. وقد أدار المباراة الحكم بوبكر لزرق. كانت تشكيلة الفريقين على النحو التالي: 
- مولودية وجدة: الصبان، رستوي، بلخير، بوطالب، العربي، الكواشي، مدني، سابي، بلعيد، بريزات، شريف.
- الوداد الرياضي: بنجلالي، مسعود، التباري، لحبيب، القدميري، مصطفى، بلحسن، أزهر، مصطفى، غوميز، ماييت.

وفاز مولودية وجدة باللقب على حساب الوداد على الرغم من انتهاء النتيجة بالتعادل (1-1)، حيث قرّرت الجامعة الملكية المغربية لكرة القدم أن الفريق الذي يسجل أولا سيفوز باللقب. وكان العاهل المغربي محمد الخامس والرئيس السابق لنادي الوداد الرياضي محمد بنجلون التويمي حاضرين في المباراة النهائية وقدموا الكأس للبطل مولودية وجدة.

## روابط خارجية
- موقع Rsssf.com